# Моровино
Моровино — деревня в Ям-Тёсовском сельском поселении Лужского района Ленинградской области.

## История
Впервые упоминается в Писцовой книге Водской пятины 1500 года, как деревня Моровино в Спасском на Аредежи погосте Новгородского уезда.

БОЛЬШОЕ МОРОВИНО (МУРАВИНЫ) — деревня при реке Оредежи, Большеморовинского сельского общества, прихода Спаского погоста.
 
Крестьянских дворов — 59. Строений — 289, в том числе жилых — 62. Две ветряные мельницы, мелочная лавка.

Число жителей по семейным спискам 1879 г.: 149 м. п., 146 ж. п.;

МАЛОЕ МОРОВИНО — деревня при реке Оредежи, Большеморовинского сельского общества, прихода Спаского погоста.
 
Крестьянских дворов — 20. Строений — 69, в том числе жилых — 28.

Число жителей по семейным спискам 1879 г.: 69 м. п., 76 ж. п.; по приходским сведениям 1879 г. в обеих деревнях: 215 м. п., 285 ж. п.

Сборник Центрального статистического комитета описывал её так:

БОЛЬШАЯ МОРОВИНА — деревня бывшая владельческая, дворов — 85, жителей — 255; лавка. (1885 год)

В конце XIX — начале XX века деревня административно относилась к Тёсовской волости 5-го стана 3-го земского участка Новгородского уезда Новгородской губернии.
Во времена столыпинской реформы земли близ деревни Моровино продавались латышами под устройство хуторских хозяйств.

БОЛЬШОЕ МОРОВИНО (МУРАВИНЫ) — деревня Большеморовинского сельского общества, дворов — 71, жилых домов — 70, число жителей: 154 м. п., 184 ж. п. 

Занятия жителей — земледелие. Часовня, церковно-приходская школа, смежна с деревней Малое Моровино. 

МАЛОЕ МОРОВИНО — деревня Большеморовинского сельского общества, дворов — 33, жилых домов — 33, число жителей: 84 м. п., 80 ж. п. 

Занятия жителей — земледелие. Смежна с деревней Большое Моровино. (1907 год)

В начале XX века близ деревни находилась сопка.

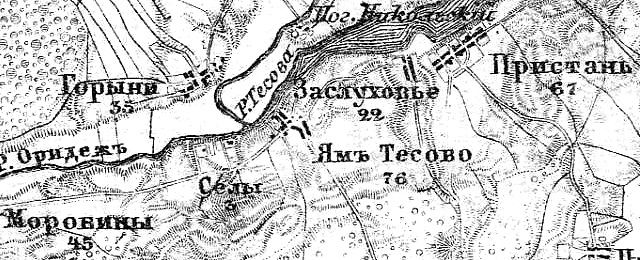
Деревня Моровино на карте 1915 года

Согласно карте из «Исторического атласа Санкт-Петербургской Губернии» 1915 года деревня называлась Моровины и насчитывала 45 крестьянских дворов.
С 1917 по 1927 год деревня Моровино входила в состав Тёсовской волости Новгородского уезда Новгородской губернии.
С 1927 года, в составе Ям-Тёсовского сельсовета Оредежского района.
С 1928 года, в составе Бутковского сельсовета. В 1928 году население деревни Моровино составляло 303 человека.
В 1930-е годы в деревне возникла вторая улица, когда в Моровино стали перевозить дома раскулаченных соседних латышских хуторов.
По данным 1933 года в состав Бутковского сельсовета Оредежского района входили деревни Большое Моровино и Малое Моровино.
C 1 августа 1941 года по 31 января 1944 года деревня находилась в оккупации.
С 1959 года, в составе Моровинского сельсовета Лужского района.
С 1965 года, в составе Пристанского сельсовета. В 1965 году население деревни Моровино составляло 259 человек.
По данным 1966 и 1973 годов деревня Моровино входила в состав Пристанского сельсовета Лужского района.
По данным 1990 года деревня Моровино входила в состав Ям-Тёсовского сельсовета.
По данным 1997 года в деревне Моровино Ям-Тёсовской волости проживали 124 человека, в 2002 году — 129 человек (русские — 96 %).
В 2007 году в деревне Моровино Ям-Тёсовского СП проживали 82 человека, в 2010 году — 78, в 2013 году — 69.

## География
Деревня расположена в восточной части района на автодороге 41А-004 (Павлово — Мга — Луга).
Расстояние до административного центра поселения — 5 км.
Расстояние до ближайшей железнодорожной станции Оредеж — 15 км. 
Деревня расположена на левом берегу реки Оредеж.

## Демография
| 1884 | 1909 | 1928 | 1965 | 1997 | 2007 | 2010 |
| ---- | ---- | ---- | ---- | ---- | ---- | ---- |
| 440  | ↗502 | ↘303 | ↘259 | ↘124 | ↘82  | ↘78  |
| 2017 |      |      |      |      |      |      |
| ↘69  |      |      |      |      |      |      |

## Улицы
Новая Деревня, Старая Деревня.